# Chuggington
Chuggington est une série télévisée d'animation britannique en 162 épisodes de 10 minutes produite par Ludorum PLC et diffusée entre le 22 septembre 2008 et le 19 décembre 2021 sur CBeebies (et quelques épisodes sur BBC Two). Elle est doublée et diffusée dans 175 pays à travers le monde.
En France, elle est diffusée dans TFOU sur TF1 et au Québec à partir du 11 avril 2010 sur Télé-Québec.

## Synopsis
L'action se situe dans la ville fictive de Chuggington, et narre les aventures de trois jeunes locomotives, appelées Wilson, Bruno et Koko; ce sont des versions animées de locomotives américaines, britanniques et japonaises des années soixante.

## Production
Ludorum plc a été fondée en 2006 par Dick Rothkopf, Charlie Caminada et Rob Lawes. Rothkopf était auparavant à la tête de Learning Curve International, une société de jouets éducatifs. Caminada et Lawes travaillaient auparavant pour HIT Entertainment, la société distribuant Bob le bricoleur et Thomas et ses amis.

## Personnages
Les personnages principaux sont : Koko, Wilson et Bruno, qui apprennent à prendre de soin d'eux-mêmes et des habitants de Chuggington.
Les personnages secondaires sont (entre autres) :
- Kelly
- Dunbar
- Emery
- Harry
- Irving
- Hodge
- Zephie
- Olwin
- Frostini
- Christian
- Mtambo
- Speedy Mc Callister
- Super Loco
- Pete
- Jill & Jim

Les personnages humains:
- Vee (Maria Darling)
- Eddie (Andy Nyman)
- Morgan
- Lori
- Vicky
- Dr Gosling (David Gyasi)

et également Karen, Dr Ling (Meg Kubota), Felix et M. Simpkins, auxquels s'ajoute le Narrateur (Sacha Dhawan).

## Distribution

### Voix françaises

#### Saisons 1 à 5
- Tom Trouffier : Bruno
- Antoine Fonck : Wilson
- Laurent Mantel : Morgan, Dunbar
- Marine Jolivet : Vee
- Geoffrey Vigier : Eddie
- Isabelle Volpé : Peggy
- Bernard Tiphaine
- Victoria Sébastian : Koko, l'assistante du grand Jack, Tina
- Valentin Maupin
- Gwenaëlle Jegou
- Manon Corneille
- Jean-Claude Montalban
- Philippe Vincent : le grand Jack, Zack, Fletch, le narrateur

- Version française
  - Studio de doublage : SOFI (premiers épisodes) puis Chinkel
  - Direction artistique : Danièle Hazan (Chinkel)
  - Adaptation : Laurence Salva-Vignes, Julie Leroy

 Source et légende : version française (VF) sur RS Doublage

#### Saison 6
- Raphaëlle Bruneau : Bruno
- Béatrice Wegnez
- Circé Lethem : Wilson
- Bertrand Leplae
- Émilie Guillaume
- Valérie Marchand
- Pascal Gruselle
- Patrick Brüll
- Claudio Dos Santos

## Philosophie de la série
Nos jeunes locomotives apprennent les valeurs d'amitié, de la vérité, de l'écoute, de l'opiniâtreté, de la persévérance, à résoudre les conflits pacifiquement, et d'autres valeurs similaires. Ils ont leurs propres forces et faiblesses. À travers leurs aventures, ils apprennent à se servir de leurs qualités pour le bien de la communauté et à gérer de manière réaliste avec leurs défauts. Bien souvent, cela implique de la compréhension et de la bonne humeur.

## Épisodes

### Première saison (2008-2009)
1. Koko, attends-nous! (Can't Catch Koko)
2. Wilson et l'éléphant (Wilson and the Elephant)
3. Wilson, ça grince! (Braking Brewster)
4. Koko et le grand Tunnel (Koko and the Tunnel)
5. Bruno, le roi de la glisse (Clunky Wilson)
6. Hodge et l'électroaimant (Hodge and the Magnet)
7. Koko et les écureuils (Koko and the Squirrels)
8. À la douche Wilson! (Wilson Gets a Wash)
9. « Petit farceur » ce singe! (Brewster Goes Bananas)
10. Qui veut une glace? (Bang Klang Wilson)
11. L'Ancienne gare de Chuggington (Old Puffer Pete's Tour)
12. Les Retards d'Eddie (Late Again Eddie)
13. Les Yeux sur les rails, Wilson! (Wilson's Smooth Moves)
14. Une journée… Frostinique! (Cool Wilson)
15. Le Championnat des locos (The Chugger Championship)
16. Super loco (Action Brewster)
17. Un petit chien pour Koko (Koko's Puppy Training)
18. Une sirène pour Zéphie (Zephie's Zoomaround)
19. Koko est de garde (Koko on Call)
20. Le Stage avec Olwin (Outward Bound Olwin)
21. Une histoire de dragon (Brewster and the Dragon)
22. Wilson, réveille toi! (Wake Up Wilson)
23. Une très belle surprise (Brewster Knows Best)
24. Une seconde chance pour Koko (Koko Pulls It Off)
25. Le Parfum de l'année? (Wilson and the Ice Cream)
26. Wilson guide d'un jour (Wilson's Wacky Tour)
27. Hodge fait des cachotteries (Hodge's Secret)
28. Frostini et le dessert surprise (Frostini's Fruit Fandango)
29. Zéphie, notre envoyé spécial (Zephie Ace Reporter)
30. Le Célèbre Emery (Famous Emery)
31. Attention, Wilson! (Watch Out Wilson!)
32. Le Nouveau Hobby de Bruno (Brewster's Hobby)
33. Une mission pour Zéphie (Zephie's Monkey Business)
34. Pauvre vieux Pete! (Poor Old Puffer Pete)
35. L'Inspecteur Emery (Inspector Emery)
36. Wilson l'infirmier (Nurse Wilson)
37. La Rocambolesque aventure (Mtambo's Amazing Adventure)
38. Pas de repos pour Christian (Rock-a-Bye Chatsworth)
39. Hodge la loco serviable (Helpful Hodge)
40. Bruno à la rescousse (Brewster to the Rescue)
41. Wilson et le wagon peinture (Wilson & the Paint Wagon)
42. Course contre la montre (Eddie Finds Time)
43. Le Safari royal de Mtambo (Mtambo's Royal Tour)
44. Wilson contre le vent (Wilson & the Wild Wind)
45. La Boîte à fumée du vieux Pete (Old Puffer Pete's Firebox)
46. Super Wilson fait de la voltige (Jet Pack Wilson)
47. Un petit coup de main pour Bruno (Brewster's Little Helper)
48. Olwin fait des bulles (Bubbly Olwin)
49. Koko s'occupe de tout (Koko Takes Charge)
50. Le Rouleau de papier de Wilson (Wilson's Paper Trail)
51. L'Anniversaire du vieux Pete (Puffer Pete's Big Show)
52. Harry reprend l'entraînement (Training Time Harrison)

### Deuxième saison (2010)
1. La Leçon de chasse-neige (Snowstruck Wilson)
2. Koko change de look (Koko's New Look)
3. Le Frostini… givré ! (Frostini's Meltdown)
4. La Leçon des plaques tournantes (Stop the Press Emery)
5. Ho! Hisse! Les locos (Babysitter Brewster)
6. Ça tourne pour super Loco (Lights Camera Action Chugger)
7. Lutte à vapeur (Chug of War)
8. Hodge prend son envol! (Hodge Sails Away)
9. Le Grand Mistérioso (Heave Ho Harrison)
10. Jill et Jim! (Hoot v. Toot)
11. L'Accélérato-loco (The Brewster Booster)
12. Le Quiz des Locos (Quizmaster Hodge)
13. Le Décap'tunnel (Scrub-A-Chug)
14. Wilson et le dinosaure (Wilson & the Dinosaur)
15. Météorite sur Chuggington (Next Stop - Space)
16. La Tempête de grêle (Chilly Chuggers)
17. Bruno le cascadeur (Stunt Brewster)
18. Du verglas sur les rails (Wilson's Icy Escapade)
19. Wilson, reporter sur rails (Rolling Reporter Wilson)
20. Zephie et les abeilles (Zephie & the Bees)
21. L'Arrivée de madame le maire (Brewster Meets the Mayor)
22. La Loco de l'année (Chugger of the Year)
23. Emery et le détecteur (Fault Finder Emery)
24. Hodge et le navigatrain (Hodge & the Chugnav)
25. La Médaille de la vitesse (A Pat on the Paintwork)
26. Le Gros mensonge de Jill (Toot's Tall Tale)

### Troisième saison (2011)
1. La Roue d'or (Gold Wheels)
2. L'Assistant favori de Frostini (Special Helper Wilson)
3. Hodge et le défilé de wagons (Hodge Can't Wait)
4. Le Train camouflage (Chug-o-Flage)
5. Koko en «mode jeu» (Koko's Game)
6. Un «aimant» de Wilson ! (Magnetic Wilson)
7. Le Club de Zéphie (Zephie's Star Club)
8. Super Loco, incognito (Undercover Action Chugger)
9. Toujours plus haut, petite loco! (Movie Maker Brewster)
10. Le Secret de Koko (Top Secret Koko)
11. Peggy, la petite machine à vapeur (Toot's New Friend)
12. La Brigade de Solar (Skylar's Squad)
13. Peggy apprend à rouler (Wobbly Wheels)
14. Le Nouveau professeur (Brewster's Crane Training)

### Quatrième saison (2013-2014)
1. Wilson, la loco de secours (Rescue at Rocky Ridge")
2. Wilson et la fusée éclairante (Wilson's Forest Flare)
3. Stop, Koko, Stop! (Stop Koko Stop!)
4. Koko perd le contrôle (Runaway Koko)
5. Bruno et l'explosion (Brewster Makes Tracks)
6. Wilson, c'est lui le chef! (Chief Wilson)
7. Bruno, l'expert en grue (Back Up Brewster)
8. Bruno, le poseur de rails (Track Laying Brewster)
9. Koko supersonique (Explorer Koko)
10. La Gare du Vieux wagonnet d'argent (The Old Silver Mine Line)
11. Bruno, chef d'équipe (Brewster Leads the Way)
12. La Ronde de nuit de Wilson (Park Patroller Wilson)
13. Hodge, laveur de vitres (High Rise Rescue)
14. Wilson et l'accélérato-turbo (Fearless Wilson)
15. Le Défilé des locos (Winter Whiteout)
16. Les Sauveteurs de l'extrême (Special Rescue Team)
17. Une journée de congé (Deputy Chug Patrollers)
18. La Patrouille des Neiges (Snow Patrol)
19. Adam, la loco-pompier (Blazin' Wilson)
20. Bruno est sur la bonne voie (On Track Brewster)
21. Vive les locos-experts (We Are the Chuggineers)
22. La course des locos (Team Trainee)
23. Koko bat son record (Record Breaker Koko)
24. Le tunnel de Tootington (The Tootington Tunnel)
25. Les locos d'acier (Iron Chuggers)
26. L'exercice d'évacuation (Round Up Wilson)

### Cinquième saison (2015)
1. Kelly, chef d'intervention (First Responder Calley)
2. Sauvé de justesse (Sinkhole Rescue)
3. Conrad à la rescousse (Cormac Patrol)
4. Vive le camping (Trainee Camp)
5. Harry, guide touristique (Tour Guide Harrison)
6. La course aux livraisons (Delivery Challenge)
7. Koko Express (Koko Express)
8. Doc Docker et la grue à vapeur (Skipper Stu and the Steam Crane)
9. Jour de gel - 1(Chug Patrol Chief)
10. Jour de gel - 2(Fletch Shines)

### Sixième saison: En avant les locos! (2021)
1. Koko s'est fait peur (Slow Coach Koko)
2. Héros d'un jour (My Hero)
3. Radio Chuggington (Wilson's Broadcast Blues)
4. Safari Park en folie (Wild Safari Park)
5. La vocation de Frostini (Frostini's True Calling)
6. Les bonnes vieilles méthodes (The Old Fashioned Way)
7. La médaille de l'amitié (The Extra Mile)
8. Nuit magique à Safari Park (Glow Koko)
9. Rosa, la nouvelle recrue (Not From Around Here)
10. Bloqués dans la neige (Out in the Cold)
11. Le wagon de Wilson (Wilson's Wag-A-Lagon)
12. Réveille-toi, Koko ! (Sleepyhead Koko)
13. Peggy veut jouer (Piperactive)
14. Koko, la plus forte des locos (The Mighty Koko)
15. Les jeux Tchou-Tchoustiques (The Fast, The Strong & The Wilson)
16. La patrouille de secours junior (Chug Patrol, Out of Control)
17. Reste zen, Thaïs ! (The 3 Ways of the Track)
18. Missions secrètes à Chuggington  (Spy Train)
19. L'équipe gagnante (Odd Train Out)
20. Pas facile de rester propre (It's Not Easy Being Clean)
21. Princesse et sa nounou Tchou-Tchou (Monkey Sitting)
22. Thaïs se perd en route (Tai Tracks)
23. Les Rock 'n'Locos (Rock 'n' Rollers)
24. Le plus beau cadeau du monde (Brewster's Greatest Gift)
25. L'affaire du phare éteint (Chuggington Noir)
26. Avec un peu d'imagination (Imagine That)
27. Les locos de l'espace (Chug Encounters of the Train Kind)
28. La loco fantôme (The Spooky Chugger)
29. Sauvons le girafon ! (Chug Patrol: Mission Thunder)
30. Le Prince de Chuggington (The Royal Chugger)
31. Pas de repos pour Super Loco (Action Chugger's Day Off)
32. Des jumeaux inséparables (Twin Trouble)
33. Une nuit mouvementée (Night Moves)
34. Une surprise pour Doc Docker (The Great Chugger Caper)
35. Un safari en ville (Piper's City Safari)
36. Un arbre sur la voie (The Trainee and the Tree)
37. Un cadeau en or (Gold Rush)
38. Mission potiron (Pumpkin Spice Chuggers)
39. Le match de Loco-Ball (Reachin' Rosa)
40. Le wagontronique (Chugatronic Cargo)
41. Ma petite loco préférée (The Zephie Express)
42. L'art du rangement (The Art of Chug Shui)
43. Records à battre (The Record Breakers)
44. Le super meilleur ami de Bruno (Brewster's Best Buddy)
45. Il est fort, ce Bruno ! (Superstar Brewster)
46. Prends ma place ! (You for a Day)

### Spéciaux
1. La Patrouille de Secours : Des locos à la rescousse ! (Chug Patrol: Ready To Rescue)
2. Les Locos-Experts : les as de la construction (Chuggineers: Ready To Build)
3. Snow Rescue
4. Delivery Dash at the Docks
5. The Big Freeze
6. La fête des lumières (Chugging Home for the Holidays)
7. La grande chasse aux trésors (Celebrate Chuggington)

## Train et tramway
Selon un communiqué de presse de la compagnie du Tramway électrique de Okayama du 12 janvier 2018, les deux voitures d'une rame de ce tramway seront décorées à l'image de Wilson et Bruno. L'opération doit débuter le 16 mars 2019, ce sera le premier train au monde à recevoir cette livrée.